# Moslavačka nogometna liga 1987./88.
Moslavačka nogometna liga za sezonu 1987./88. u organizaciji Nogometnog saveza Općine Kutina. 
 Sudjelovalo je 12 klubova,  a prvak je bio "Omladinac" iz Ludine. 

## Ljestvica
| mj. | klub                     | ut. | pob. | ner. | por. | gol+ | gol- | bod |
| --- | ------------------------ | --- | ---- | ---- | ---- | ---- | ---- | --- |
| 1.  | Omladinac Ludina         | 22  | 17   | 1    | 4    | 71   | 27   | 35  |
| 2.  | Vatrogasac Husain        | 22  | 13   | 6    | 3    | 56   | 34   | 32  |
| 3.  | Omladinac Stari Grabovac | 22  | 10   | 6    | 6    | 42   | 39   | 26  |
| 4.  | Mladost Gornja Gračenica | 22  | 8    | 6    | 8    | 53   | 51   | 22  |
| 5.  | Moslavac Popovača        | 22  | 6    | 9    | 7    | 41   | 36   | 21  |
| 6.  | Dinamo Osekovo           | 22  | 8    | 5    | 9    | 42   | 39   | 21  |
| 7.  | Graničar Križ            | 22  | 7    | 7    | 8    | 25   | 26   | 21  |
| 8.  | Balkan Jasenovac         | 22  | 8    | 4    | 10   | 49   | 53   | 20  |
| 9.  | Slavonac Lipovljani      | 22  | 8    | 6    | 8    | 42   | 50   | 20  |
| 10. | Udarnik Okešinec         | 22  | 6    | 8    | 8    | 32   | 40   | 20  |
| 11. | Lokomotiva Kutina        | 22  | 5    | 3    | 14   | 30   | 44   | 13  |
| 12. | Sloga Jazavica           | 22  | 5    | 1    | 16   | 40   | 84   | 11  |

- Ludina – danas Velika Ludina

## Rezultatska križaljka
| kratica | klub                     | BAL | DIN | GRA | LOK | MLA | MOS | OMLL | OMLSG | SLA | SLO | UDA | VAT |
| --- | ------------------------ | --- | --- | --- | --- | --- | --- | ---- | ----- | --- | --- | --- | --- |
| BAL | Balkan Jasenovac         |     |     |     |     | 4:4 |     |      |       |     |     |     |     |
| DIN | Dinamo Osekovo           |     |     |     |     | 2:3 |     |      |       |     |     |     |     |
| GRA | Graničar Križ            |     |     |     |     | 1:1 |     |      |       |     |     |     |     |
| LOK | Lokomotiva Kutina        |     |     |     |     | 0:1 |     |      |       |     |     |     |     |
| MLA | Mladost Gornja Gračenica | 3:3 | 4:1 | 1:0 | 3:3 |     | 3:1 | 0:2  | 5:1   | 2:3 | 5:2 | 4:2 | 2:4 |
| MOS | Moslavac Popovača        |     |     |     |     | 1:1 |     |      |       |     |     |     |     |
| OMLL | Omladinac Ludina         |     |     |     |     | 7:2 |     |      |       |     |     |     |     |
| OMLSG | Omladinac Stari Grabovac |     |     |     |     | 2:1 |     |      |       |     |     |     |     |
| SLA | Slavonac Lipovljani      |     |     |     |     | 2:1 |     |      |       |     |     |     |     |
| SLO | Sloga Jazavica           |     |     |     |     | 5:3 |     |      |       |     |     |     |     |
| UDA | Udarnik Okešinec         |     |     |     |     | 2:2 |     |      |       |     |     |     |     |
| VAT | Vatrogasac Husain        |     |     |     |     | 3:2 |     |      |       |     |     |     |     |
| |                          |     |     |     |     |     |     |      |       |     |     |     |     |
| podebljan rezultat - utakmice od 1. do 11. kola (1. utakmica između klubova) rezultat normalne debljine - utakmice od 12. do 22. kola (2. utakmica između klubova) rezultat nakošen - nije vidljiv redoslijed odigravanja međusobnih utakmica iz dostupnih izvora rezultat smanjen * - iz dostupnih izvora nije uočljiv domaćin susreta prekrižen rezultat - poništena ili brisana utakmica p - utakmica prekinuta 3:0 p.f. / 0:3 p.f. - rezultat 3:0 bez borbe |                          |     |     |     |     |     |     |      |       |     |     |     |     |

 Izvori: